# Lahaymeix
Lahaymeix är en kommun i departementet Meuse i regionen Grand Est (tidigare regionen Lorraine) i nordöstra Frankrike. Kommunen ligger i kantonen Pierrefitte-sur-Aire som tillhör arrondissementet Commercy. År 2022 hade Lahaymeix 76 invånare.

## Befolkningsutveckling
Antalet invånare i kommunen Lahaymeix
| Referens: INSEE |